# Drepanolejeunea polyrhiza
Drepanolejeunea polyrhiza là một loài Rêu trong họ Lejeuneaceae. Loài này được (Nees) Grolle & R.L. Zhu mô tả khoa học đầu tiên năm 2000.